# Bryce
Bryce（ブライス）は DAZ Productions 社製の3次元コンピュータグラフィックス (3DCG) ソフトウェア。1994年の発売当初から一貫して風景のCGを作成することに特化している。Microsoft WindowsとMac OSの双方に対応する。2011年現在の最新バージョンは7.0(2010年)で、Intel Macにも対応している。(MacOS 10.6までであり、10.7以降は非対応である）

## 概要
通常のモデリングソフトにおいて、山や海岸線のような地形をモデリングすることは一般に想像される以上に手間がかかる。一見単純な地形であっても、複雑な凹凸など様々な要素を持っており、自然に見える形状を手作業で作り上げることは非常に難しい。Bryceはそれらに見られるフラクタル構造に着目し、それらの地形を自動生成する機能を持っている。
さらに、Bryceはフラクタルを用いたテクスチャの自動生成機能も搭載しており、山肌、大理石、電子回路(のようなもの)、雲、水面(波面)といった多彩でリアルなテクスチャをわずかな操作で生成することができる。これらのテクスチャは精細なパラメータ制御が可能であり、また立体的な定義を持っているため、複雑な形をした形状へ一様に適用しても自然な外見が得られる。一般の3Dグラフィックソフトにおけるテクスチャはあくまで2次元画像なので、たとえば球の表面に対して単純に適用しようとすると、伸びたり縮んだり不自然な繋ぎ目が見えてしまったりする部分が出るが、Bryceではそれを気にする必要がない。この点もBryceの大きな特長と言える。
また、あくまで風景を作成するためのソフトウェアなので、デフォルトの光源として「太陽」が用意されている。太陽はその高さに応じて地平線の「もや」の色とブレンドされ、位置を変えるだけで昼間から夕焼け、夜(星空)がシミュレーションできる。カメラ(視点の位置)を挟んだ太陽の反対側には「月」が置かれ、太陽が地平線に沈むと月が昇る。風景作成の延長として、詳細にカスタマイズ可能な「樹木」の作成機能も持っている。幹や枝の形状、葉の色や数といった項目が自由に設定できる。
一方、地形以外のモデリング能力は非常に貧弱である。立方体、球、円柱、トーラスといったプリミティブ(基本図形)とメタボールを上下左右に拡大縮小して組み合わせ、ブーリアン演算をするしかない。またポリゴンの編集機能に至っては一切搭載していない。必要ならば他のソフトウェアに任せ、インポートすれば良いという発想である。
なお、Bryceの名はアメリカ・ユタ州のブライスキャニオン国立公園から取られている。

## 歴史
元々Bullet-Proof Software Inc. が社名をMeta Toolsとし、発売したソフトウェアであり、1997年2月にFractal Designと合併し、Meta Creationからの発売となる。またその後、Painterと合わせてコーレルに譲渡され、さらにコーレルから同ソフトのみDAZ Productionsへ譲渡された。